# 2025년 싱가포르 총선

빨간색: 인민행동당, 파란색: 노동당

2025년 싱가포르 총선은 2025년 5월 3일 토요일에 실시되어 33개 선거구에 걸쳐 싱가포르 국회의원 97명을 전원 선출했다. 이 선거는 1948년 첫 총선 이후 싱가포르에서 치러진 19번째 총선이자 1965년 독립 이후 14번째 총선이었다. 2001년 총선 이후 처음으로 리셴룽 총리가 집권 여당인 인민행동당(PAP)을 이끌지 않은 것은 로런스 웡이 2024년 5월 15일 싱가포르 총리로, 같은 해 12월 4일 PAP 사무총장으로 취임하면서였다. PAP는 독립 이후 모든 선거에서 압도적인 의석을 확보했다.
14대 의회는 2025년 4월 15일에 해산되었고, 지명일은 2025년 4월 23일로 정해졌다. 투표일은 2025년 5월 3일에 치러졌다.이것은 2011년 이후 첫 총선거였고, 2016년 이후 투표일이 토요일인 첫 번째 경합 선거였다.또한 2011년 이후 적어도 한 선거구에서 압도적인 승리를 거둔 첫 번째 총선거였으며, PAP는 GRC(Marine Parade-Braddell Heights Group Representation Constituency)에 출마한 유일한 정당이었다. 또한 1997년 이후 한 경합 선거구에서 4각 경합이 벌어진 첫 번째 총선거였고, 1992년 이후 GRC 내에서 처음으로 4각 접전이 벌어진 총선거였으며, PAP, 노동자당(WP), 국가연대당, 인민권력당이 탐피네스 GRC에서 경쟁했다. 또한 마운트배튼 단일 의원 선거구(SMC)에서 PAP와 무소속 후보 1명 간의 치열한 접전이 벌어졌는데, 이는 2001년 이후 처음 있는 일이다.
마운트배튼과 라딘 마스 SMC에서 출마한 무소속 후보 2명을 포함해 총 211명의 후보가 이번 선거에 출마하여 싱가포르 역사상 가장 많은 후보가 출마한 선거가 되었으며, 1963년에 세운 210명의 후보라는 기존 기록을 넘어섰다. 이 중 53명이 여성 후보였으며, 이는 지난 선거의 여성 후보 40명의 기록도 뛰어넘는 수치이다. 2025년 선거에는 5개의 다각 경선이 있었는데, 이는 1991년 이후 가장 많은 다각 경선이 치러진 선거였다. 27명의 후보가 13,500싱가포르 달러의 선거 보증금을 잃었고, 이는 1972년의 22명의 기존 기록을 넘어섰으며, 또한 다양한 야당이 모든 경쟁 후보의 보증금을 몰수한 최초의 사례이기도 했다. 앙모키오 GRC의 결과는 또한 1980년 케분 바루 이후 처음으로 모든 상대가 다각적 접전에서 보증금을 잃은 것을 보여주었다. 무소속 후보는 의석을 얻지 못했지만 선거 보증금을 유지했지만, 마운트배튼에서 제레미 탄이 얻은 36.16%의 결과는 1972년 이후 모든 무소속 후보가 얻은 최고 점수이기도 했다.
투표일에 인민행동당(PAP)은 과반수 의석을 유지하여 일반 투표를 4.34%p 증가시켜 65.57%를 기록하고 97석 중 87석을 압승하여 이전 선거의 감소세를 반전시켰다. 나머지 10석은 노동당(WP)이 유지하여 선두 야당으로 부상했고, 두 명의 비선거구 국회의원(NCMP)을 얻었다. 다른 모든 야당은 득표율이 감소하여 원외 정당이 되었으며, 여기에는 진보 싱가포르당(PSP)도 포함된다. 전체 유권자 투표에서 노동당(WP)은 약 15%를 득표하며 3.77% 상승했고, 경합 득표율은 0.42% 소폭 하락했지만, 인민행동당(PAP)과 두 번째 선거 연속으로 경합한 선거구에서 여전히 전체 유권자 투표에서 승리했다. 다른 야당은 5%를 넘지 못했는데, 그중 NSP는 두 경합 의석 모두에서 유효 투표의 1.19%만을 얻어 싱가포르 독립 이후 야당 중 역대 최악의 성적을 기록했다. 1988년 이후 전체 유권자 투표에서는 0.13%에 그쳤고, 탐피네스 GRC에서는 0.18%라는 최악의 성적을 기록했다.

## 같이 보기
- 2025년 캐나다 연방 선거
- 2025년 오스트레일리아 의회 선거